# Osieczów
Osieczów (niem. Aschitzau)  – wieś w Polsce położona w województwie dolnośląskim, w powiecie bolesławieckim, w gminie Osiecznica.

## Położenie
Leży w Borach Dolnośląskich na prawym brzegu Kwisy.

## Podział administracyjny
W latach 1975–1998 miejscowość administracyjnie należała do województwa jeleniogórskiego.

## Nazwa
W roku 1295, w kronice łacińskiej Liber fundationis episcopatus Vratislaviensis (pol. Księga uposażeń biskupstwa wrocławskiego), miejscowość wymieniona jest jako villa Oseczow. W roku 1476 notowana jako Aschitzaw, później Assesaw, Aschieczau, w końcu Aschitzau.

## Historia
Dawniej Osieczów, jak i lasy, aż pod Dobrą, były w posiadaniu miasta Bolesławca. Dokładnie nie wiadomo, kiedy Osieczów stał się własnością Bolesławca, jednakże musiało to nastąpić przed rokiem 1527. Miejscowość pochodzi prawdopodobnie z XIII wieku. W przeszłości w okolicy Osieczowa wydobywano piaskowiec oraz torf. W latach 60. XIX wieku były tutaj czynne dwa młyny wodne, wiatrak, tartak oraz bielarnia.

## Demografia
W roku 1864 żyło tu 553 mieszkańców, w 1925 – 401, w 1998 – 335, natomiast w marcu 2011 r. było ich 345.